# 王希舜
王希舜（1940年5月—），男，河南新乡人，中国工程师，曾任第七、八、九届全国政协委员。